# Device Description Language
Device Description Language (DDL; deutsch Gerätebeschreibungssprache) ist eine formale Sprache zur Beschreibung der Bedienung und Parametrierung von Geräten der Prozess- und Fertigungsautomatisierung.

## Hintergrund
Heutige Geräte der Prozess- und Fertigungsautomatisierung haben eine Vielzahl von Einstellmöglichkeiten, um sie an den individuellen Einsatzfall anzupassen (Parametrieren). Dazu bieten sie eine digitale Kommunikationsschnittstelle (HART, PROFIBUS, Fieldbus Foundation). Verschiedene Softwaretools erlauben die Bedienung und Parametrierung der Geräte. Um nicht für jeden Gerätetyp ein eigenes Softwaretool zu erstellen, wurde Anfang der 1990er Jahre DDL entwickelt. Ein einzelnes Softwaretool kann durch Interpretation der Gerätebeschreibung (DD) viele unterschiedliche Gerätetypen bedienen und parametrieren. Das Erstellen der Beschreibung mittels DDL ist weniger aufwändig als das Erstellen eines individuellen Softwaretools.

## Entstehung der Electronic Device Description Language
Die HART Communication Foundation, PROFIBUS und Fieldbus Foundation haben ihre jeweiligen Beschreibungssprachen zusammengeführt und erweitert. Das Ergebnis ist unter der Bezeichnung Electronic Device Description Language (EDDL) in IEC 61804 standardisiert.
Die Harmonisierung und Weiterentwicklung der EDDL wird in der Interessengemeinschaft ECT (EDDL Cooperation Team) vorangetrieben. Zur ECT gehören die Vorstände der Fieldbus Foundation, PROFIBUS-Nutzerorganisation, Hart Communication Foundation, OPC Foundation und der FDT Group.

## Struktur der Device Description Language
Mit der Device Description Language (DDL) beschreibt man:
- Daten (z. B. Parameter)
- Kommunikation (Adressierung)
- Struktur der Bedienung
- Vorgänge (z. B. Kalibrierung)

## Softwarewerkzeuge
Eine EDD (Elektronische Gerätebeschreibung) ist eine Textdatei und kann prinzipiell mit einem normalen ASCII-Editor erstellt werden. Jedoch ist dies wie bei jeder anderen Beschreibungs- oder Programmiersprache fehlerträchtig, so dass sich spezielle Entwicklerwerkzeuge anbieten, die die Erstellung normkonformer EDDs ermöglichen.
Die folgenden Werkzeuge unterstützen die Erstellung von EDDs:
- isEDD Workbench (ifak e.V. Magdeburg) – Normkonformität zur IEC 61804-3

Die folgenden Bedien- und Parametrierprogramme interpretieren DDL:
- SIMATIC PDM – "The Process Device Manager" (Siemens)
- AMS (Emerson Process Management)
- SDC 625 (HART)
- FDM (Honeywell)
- isEDDview DTM (ifak system GmbH)
- iDTM für FieldCare (Endress+Hauser)